# Edmund Stoiber
Edmund Rüdiger Stoiber (Oberaudorf, 28 settembre 1941) è un politico tedesco, presidente della Baviera per quattordici anni (1993-2007), durante i quali è stato anche leader della CSU dal 1999 al 2007.

## Biografia
Dopo la maturità ed il servizio militare svolto presso la Gebirgsdivision (un corpo paragonabile a quello degli Alpini italiani), nonostante appartenesse ad una famiglia non in ottime condizioni economiche, riuscì a completare il percorso di studi, laureandosi in giurisprudenza all'Università di Monaco di Baviera. Dopodiché si iscrisse alla Hochschule für politische Wissenschaften (Istituto superiore di Scienze politiche). Dopo la laurea e il dottorato lavorò presso l'Università di Ratisbona, ma solo nel 1978 divenne avvocato.
Nel 1971 entrò nel ministero bavarese per lo sviluppo e l'ambiente e il primo incarico nella Unione Cristiano-Sociale in Baviera (CSU) lo ebbe come leader del gruppo giovani del partito (Junge Union) nella zona di Bad Tölz-Wolfratshausen, cittadina in cui stabilì la sua residenza e nella quale tuttora vive. È sposato dal 1968 con Karin Stoiber e la coppia ha tre figli (Constanze, Veronica, Dominic).

## Carriera politica
Delfino di Franz Josef Strauß (1915-1988), principale rappresentante della CSU e artefice della trasformazione della Baviera da regione prevalentemente agricola ad una delle aree più ricche e industrializzate d'Europa, nel 1974 Stoiber è deputato al Landtag (Parlamento) bavarese, dal 1978 al 1983 è segretario generale della CSU e dal 1982 al 1988 capo della Cancelleria di Strauß. Nel maggio del 1993 succede a Strauß come Ministerpräsident (Presidente) della Baviera e verrà rieletto anche nelle tornate elettorali del 1998 e del 2003 (in quest'ultima occasione ricevette il 60,7% dei consensi).
Nel 2002 è lo sfidante di Gerhard Schröder alle elezioni politiche nazionali, sconfitto per 6.027 voti.
Nel corso della campagna elettorale del 2005, in un comizio nel Baden-Württemberg, si accanì contro i cittadini tedeschi dell'Est dichiarando: “Non posso accettare che sia di nuovo la Germania Est a decidere chi sarà il prossimo Cancelliere. Non si può permettere che della gente frustrata determini le sorti della Germania.” Con l'ascesa a Cancelliera di Angela Merkel, Stoiber ha rifiutato il Ministero dell'Economia da lei offertogli e si è ritirato nella sua Baviera. Nel dicembre 2006 è rimasto coinvolto nello scandalo del presunto spionaggio ai danni della battagliera compagna di partito Gabriele Pauli, molto critica con la linea politica di Stoiber. Dopo settimane di tensione, il 18 gennaio 2007 ha annunciato il proprio ritiro dalla scena politica entro il 30 settembre dello stesso anno.